# Liste der Monuments historiques in Le Donjon
Die Liste der Monuments historiques in Le Donjon führt die Monuments historiques in der französischen Gemeinde Le Donjon auf.

## Liste der Bauwerke
| Bezeichnung                                      | Beschreibung         | Standort | Kennzeichnung | Schutzstatus   | Datum     | Bild |
| ------------------------------------------------ | -------------------- | -------- | ------------- | -------------- | --------- | ---- |
| Château de Contresol (Fotos in der Base Mérimée) | Schloss, erbaut 1881 | (Lage)   | PA03000026    | Inscrit Classé | 2005 2006 |      |

## Liste der Objekte
| Bezeichnung                  | Beschreibung                                      | Standort                                         | Kennzeichnung | Schutzstatus | Datum | Bild |
| ---------------------------- | ------------------------------------------------- | ------------------------------------------------ | ------------- | ------------ | ----- | ---- |
| Skulptur des Apostels Petrus | Holz, polychrom gefasst, 15. oder 16. Jahrhundert | in der Sakristei der Kirche Saint-Maurice (Lage) | PM03000093    | Classé       | 1938  |      |